# Buttonwillow
Buttonwillow és una concentració de població designada pel cens dels Estats Units a l'estat de Califòrnia. Segons el cens del 2000 tenia 1.266 habitants.

## Demografia
Segons el cens del 2000, Buttonwillow tenia 1.266 habitants, 328 habitatges, i 270 famílies. La densitat de població era de 70,1 habitants per km².
Dels 328 habitatges en un 56,4% hi vivien nens de menys de 18 anys, en un 61,6% hi vivien parelles casades, en un 14,3% dones solteres, i en un 17,4% no eren unitats familiars. En el 15,2% dels habitatges hi vivien persones soles el 7,9% de les quals corresponia a persones de 65 anys o més que vivien soles. El nombre mitjà de persones vivint en cada habitatge era de 3,81 i el nombre mitjà de persones que vivien en cada família era de 4,25.
Per edats la població es repartia de la següent manera: un 38% tenia menys de 18 anys, un 12,6% entre 18 i 24, un 27,6% entre 25 i 44, un 13,4% de 45 a 60 i un 8,3% 65 anys o més.
L'edat mediana era de 24 anys. Per cada 100 dones de 18 o més anys hi havia 106,6 homes.
La renda mediana per habitatge era de 28.370 $ i la renda mediana per família de 29.716 $. Els homes tenien una renda mediana de 19.514 $ mentre que les dones 16.974 $. La renda per capita de la població era de 9.424 $. Entorn del 23,1% de les famílies i el 28,7% de la població estaven per davall del llindar de pobresa.

## Poblacions més properes
El següent diagrama mostra les poblacions més properes.